# Dommartin-Dampierre

Dommartin-Dampierre este o comună în departamentul Marne, Franța. În 2009 avea o populație de 72 de locuitori.